# آيربودز
آيربودز (بالإنجليزية: AirPods)‏ هي سماعات أذن لاسلكية تعمل بتقنية البلوتوث من تصميم شركة أبل. وتم الإعلان عنها لأول مرة في 7 سبتمبر 2016، إلى جانب آيفون 7. وفي غضون عامين، أصبحت أكثر ملحقات أبل شهرة. أحدث طراز، آيربودز (الجيل الرابع)،   هذه الطرز هي سماعات رأس لاسلكية من أبل، تُباع جنبًا إلى جنب مع آيربودز برو وآيربودز ماكس.
بالإضافة إلى تشغيل الصوت، تحتوي آيربودز على ميكروفون يقوم بتصفية ضوضاء الخلفية بالإضافة إلى مقاييس التسارع المدمجة وأجهزة الاستشعار البصرية القادرة على اكتشاف النقرات والقرص (مثل النقر المزدوج أو الضغط لإيقاف الصوت مؤقتًا) ووضعه داخل الأذن، والذي يتيح الإيقاف التلقائي للصوت عند إخراجها.
في 20 مارس 2019، أصدرت أبل الجيل الثاني من آيربودز، والتي تتميز بشريحة H1، ووقت تحدث أطول، ودعم «مرحبا سيري» بدون استخدام اليدين. تمت إضافة علبة شحن لاسلكية اختيارية تكلف إضافية في العروض.
في 26 أكتوبر 2021، أصدرت أبل الجيل الثالث من آيربودز، والتي تتميز بإعادة تصميم خارجي مع سيقان أقصر مماثلة لآيربودز برو، والصوت المحيطي، ومقاومة الماء IPX4، وعمر بطارية أطول، وإمكانية شحن ماج سيف.

## الثمن
تُباع الآيربودز ب179 دولار أي 150 يورو.

## خاصيات تقنية
تحتوي الإيربودز على معالج W1 المصنع من طرف آبل. وفي الجوانب الحساسة للمس، يمكن النقر مرتان لتفعيل سيري، تشغيل الأغنية أو إيقافها أو الانتقال من أغنية إلى أخرى. كما يمكن للإيربودز أن يعرف متى توضع أو لا توضع في الأذن بحيث تتوقف عن إصدار الموسيقى حالما ينزعها المستخدم من أذنيه موفرا الطاقة. كما يتوفر الإيربودز على مصفٍ للأصوات المزعجة. إضافة إلى أن الإيربود يمكنه التقاط الصوت.

## الجيل الثاني
الجيل الثاني من الإيربودز يحتوي على معالج H1، وبلوتوث إصدار 5.0 مما سيسرع سرعة الاتصال الإيربودز بالهاتف بنسبة 50%
الجيل الثاني يمكن شراؤه بعلبة عادية كالموجودة في الجيل الأول أو يمكن شراؤه أيضا بشاحن لاسلكي بزايدة في الثمن تقدر ب 79 دولار.

## وصلات خارجية
- الموقع الرسمي للإير بود